# Tongeren
Tongeren (en llatí Atuatuca Tungrorum, en francès Tongres) és una ciutat de Bèlgica, de la regió flamenca i de la província de Limburg amb gairebé 30.000 habitants, regada pel Jeker, el Dèmer i el Mombeek.

## Història

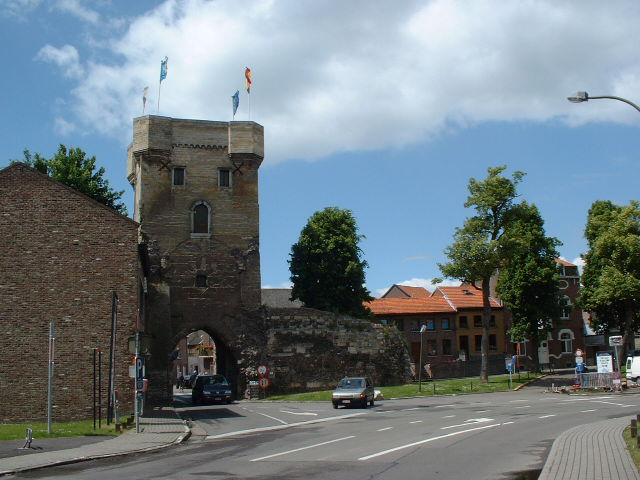
La Moerenpoort, porta i tros de muralla

Tongeren és la ciutat més vella de l'actual país de Bèlgica. El 53 aC, durant la Guerra de les Gàl·lies fou el centre de les operacions de Juli Cèsar per a l'extermini dels eburons en venjança per la destrucció de la Legió XIV Gemina en la batalla del Jeker. Els Romans la van fundar l'any 15 aC com a Atuatuca Tungrorum i més tard Civitas Tungrorum.
Al segle vi esdevingué la seu del bisbat de Tongeren que més tard es transferí a Maastricht i finalment a Lieja. Fins al 1795 feia part del Principat de Lieja del qual era una de les bones viles germàniques. Aquest any fou annexada a França, el 1815 al Regne Unit dels Països Baixos i finalment el 1830 a Bèlgica

## Nuclis
- Tongeren
- Berg
  - Ketsingen
- Diets-Heur
- Henis
- 's Herenelderen
- Koninksem
- Lauw
- Mal
- Neerrepen
- Nerem
- Overrepen
- Piringen
- Riksingen
- Rutten
- Sluizen
- Vreren
- Widooie

## Museus
- El Gallo-Romeins Museum, museu de les troballes gal·loromanes
- El tresor de la basílica de la mare de déus a l'antiga sala capitular
- El Moerenpoortmuseum, museu a l'única porta medieval que subsisteix
- Via Romana, un lloc educatiu on s'ha reconstituït una via romana, una maqueta de la ciutat romana i de l'aqüeducte

## Personatges il·lustres
- Robert Cailliau.